# Mathias Zdarsky

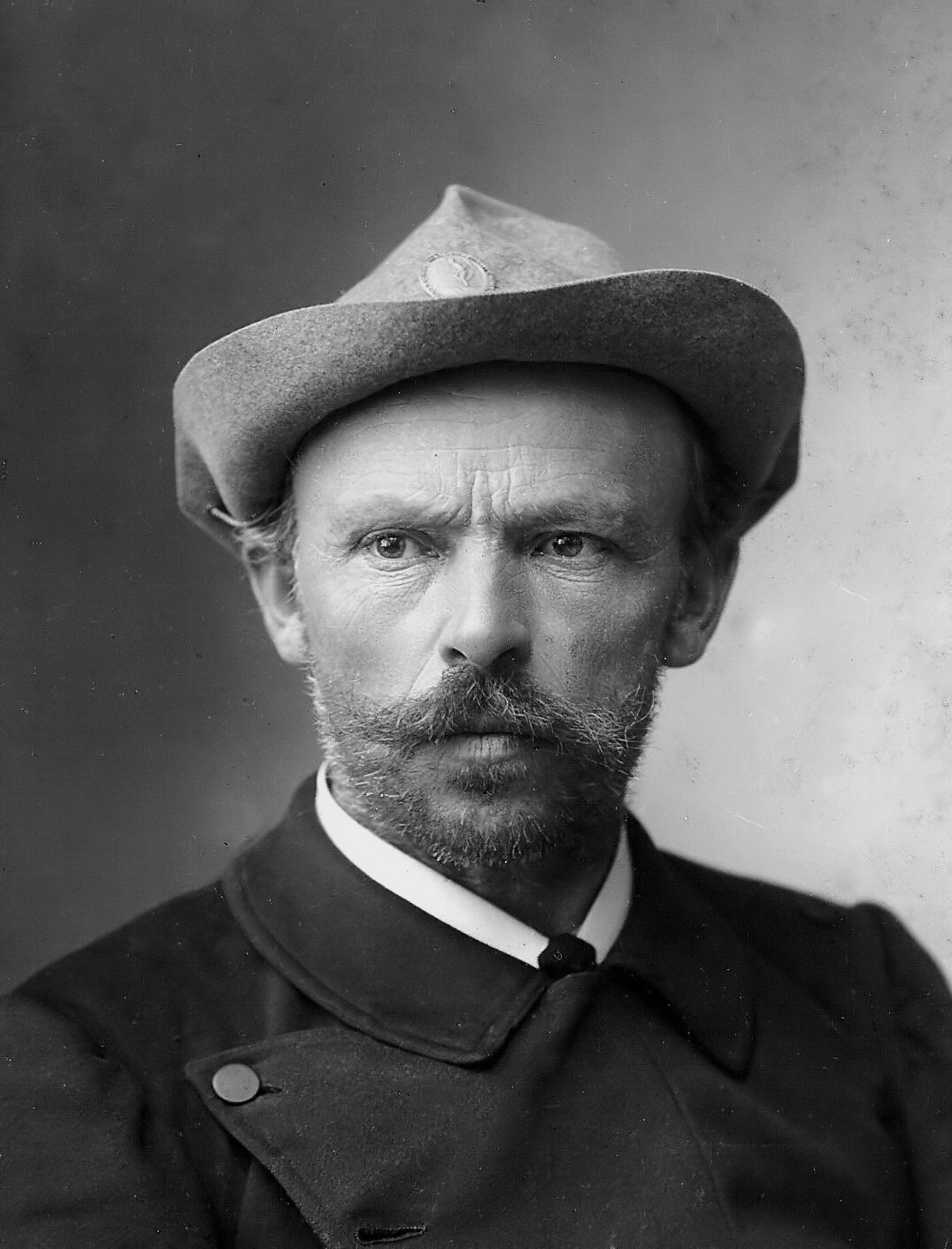
Mathias Zdarsky, 1908

Mathias Zdarsky [ˈzdarski] (* 25. Februar 1856 in Kozichowitz bei Trebitsch; † 20. Juni 1940 in St. Pölten) war einer der ersten Skipioniere und gilt als einer der Begründer der alpinen Skilauftechnik. Außerdem war er als Lehrer, Maler und Bildhauer tätig.

## Leben und Wirken
Mathias Zdarsky war das zehnte Kind eines Sägemüllers in Kozichowitz. Zdarsky war in der Kindheit auf einem Auge erblindet, maturierte im Jahr 1878 an der Lehrerbildungsanstalt in Brünn und arbeitete bis 1883 als Lehrer. Anschließend studierte er in München und Zürich Malerei, Bildhauerei, aber auch Technik. Während seines Studiums absolvierte er zahlreiche Reisen entlang der Donau sowie nach Bosnien, Italien und Nordafrika, wo er überall auch zahlreiche Skizzen und Bilder anfertigte.
Der begeisterte Turner interessierte sich unter anderem auch für das Fliegen. Während dieser Zeit des Studiums erwarb er in Lilienfeld eine Landwirtschaft, auf welcher er bis zu seinem Tod als Selbstversorger lebte. Er baute sich ein nach damaligen Gesichtspunkten modernes und funktionelles Haus (u. a. in Stahlbetonbauweise) mit einem solarbeheizten Schwimmbad.
Angeregt von Fridtjof Nansens Durchquerung Grönlands begann er sich, wie viele Zeitgenossen, für die jahrhundertealte nordische Skifahrtechnik zu interessieren.

### Entwicklung des Alpinen Skilaufes

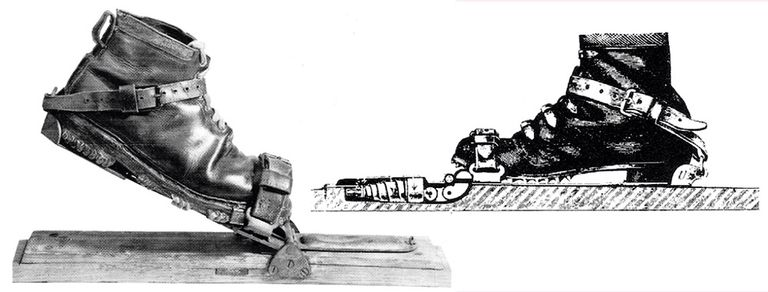
Die Lilienfelder Stahlsohlenbindung nach Zdarsky

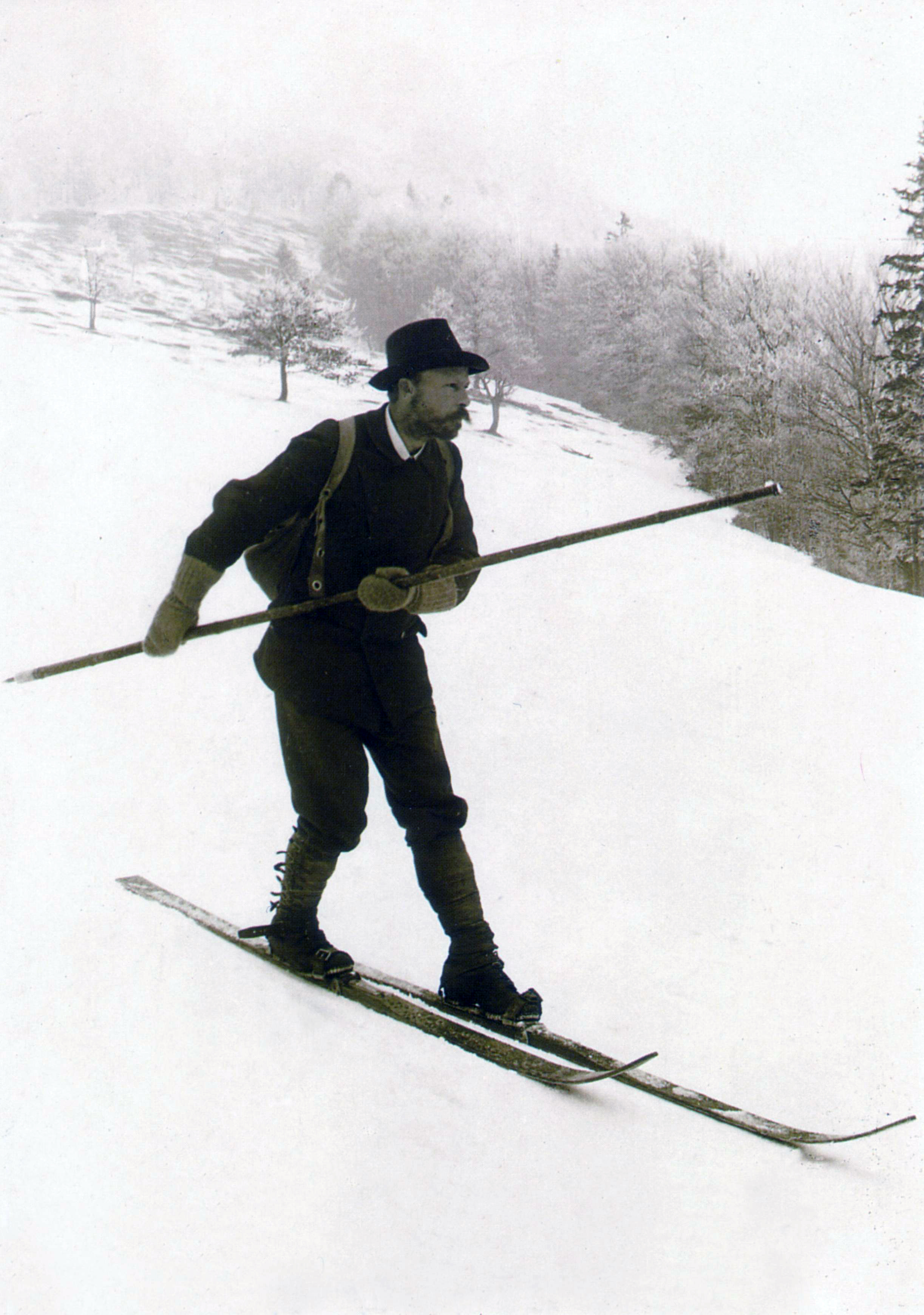
Mathias Zdarsky präsentiert seine alpine Skilauftechnik, 1905

In Norwegen wurden zwei sehr stabile Stahlbackenbindungen entwickelt, 1888 eine von Schuster mit verstellbaren Lederriemen und 1894 eine von Huitfeldt mit einem Langriemen, der sie untauglich für das Hochgebirge macht. Trotzdem bevorzugten die meisten Norweger und deren Anhänger in Mitteleuropa sogar noch nach der Jahrhundertwende die instabile Schilfrohrbindung, ohne diese zu modifizieren. Zdarsky ließ sich 1890 aus Norwegen ein Paar Skier mit der damals üblichen Rohrstabbindung kommen (2,94 m lang und 4¾ kg schwer) und probierte sie sofort in der Praxis aus. Ohne Probleme im flachen Teilstück gut vorankommend, fuhren die Skier in der Steigung plötzlich zurück und Zdarsky stellte bald fest, dass sie für Steigungen ungeeignet waren. Ein Grund war, dass die damals übliche Bindung dem Fuß zu wenig Halt gab.
Von 1890 bis 1896 entwickelte er die seitenstabile, stark gefederte Lilienfelder Stahlsohlenbindung, die den Ski lenkbar machte, weil die Ferse nicht mehr seitlich abrutschen konnte, zudem verkürzte er den Ski auf ca. 2 m und machte so erstmals das Befahren von Steilhängen und Torläufe möglich. Während der Erforschung bzw. Entwicklung gelangen ihm die ersten zwei Bögen, doch die folgenden zwanzig führten immer zum Sturz. Bei den gelungenen Versuchen war der bogeninnere Ski flach. Das einleuchtende Ergebnis war die Regel: Brettel flach! Ein gelungener Bogen nach dem anderen bestätigte die Richtigkeit. Der Stemmbogen war entdeckt, allerdings wurde dieser bis 1908 in keinem Lehrbuch beschrieben. Daher veröffentlichte er im November 1896 sein Buch „Die Lilienfelder Skilauftechnik“. Da sich in Wien kein Verleger fand, wurde es bei einem Hamburger Verleger, der Verlagsanstalt und Druckerei A.G. (vorm. J. F. Richter) gedruckt. Das Werk wurde in gekürzter und veränderter Form bis 1925 in 17 Auflagen veröffentlicht.
Die von Zdarsky entwickelte „Alpine (Lilienfelder) Skifahr-Technik“  war die erste mit einem Stemmbogen mit Berg- oder Talstemme, sowie dem „Schlangenschwung“ mit mehreren Stemmbogen hintereinander, weshalb er als Begründer des alpinen Skilaufs gilt.
Zdarsky machte die Skilänge bereits früh von der Beinlänge bzw. der Körpergröße des Skifahrers abhängig, d. h. er stimmte die Skibreite auf das jeweilige Gewicht der Person ab und erreichte damit einen fiktiven Kurvenradius von ca. 42 Metern, der enge Spuren in Kurven ermöglichte. Dabei erkannte er bereits die Bedeutung von flexibler Taillierung bei Belastung, einer Vorform der heutigen Carving-Skis. Die Schuhspitze positionierte er vor der Skimitte, die sich aus Arm- und Fußlänge ergab.
Seine Bindung wurde 1896 mit der Nr. 31.366 vom Patentamt Wien patentiert, und wurde die Grundlage moderner Skitourenbindungen, statt einer Stahlsohle aber mit Rundstahl oder Vierkantrohren. Georg Bilgeri entwickelte Zdarskys Bindung weiter, indem er Anordnung der Feder änderte. Bilgeri anerkannte am 31. Januar 1910 die Abhängigkeit seines Patents von der Bindung Zdarskys, welcher dafür eine Entschädigung von 12.000 Kronen (2023 rund 84.000 Euro) nach einem entsprechenden Prozess erhielt. Bilgeri musste zudem noch die Prozesskosten von 1.000 Kronen bezahlen. Das k.u.k. Patentamt erklärte die Bilgeribindung als Zusatzpatent. Aufgrund der damaligen Gesetzeslage konnte Bilgeri, auch nach der Entschädigungszahlung, seine Bindung nur mit Erlaubnis von Zdarsky gewerblich verwerten. Dieser erteilte Bilgeri die Erlaubnis zur Verwertung. Er machte später sogar Werbung für die Bilgeribindung in seinen Lehrplänen. Die Bilgeribindung hatte allerdings einen Schwachpunkt am Übergang der Feder zur Welle, mit der die Spannung verändert werden konnte, denn dort ist sie aufgrund von Qualitätsmängeln des Öfteren gebrochen.

### Durchsetzung seiner Technik
Zdarsky wollte von 1896 bis 1899 seine Technik und die Bindung mit anderen auf 40 Grad steilem Gelände vergleichen, wurde dabei aber kritisiert, wie z. B.: „das ist kein Skiterrain, da schauen wir erst gar nicht zu“. 1899 bot er einen öffentlichen Wettstreit auf einer beliebigen Piste in Mitteleuropa an, bei dem sein Gegner auf 35- bis 50-gradigem Gelände Zdarskys Spur einhalten musste. Er musste dabei eine Schilfrohrbindung und die „angebliche“ norwegische Technik verwenden, die z. B. keinen, in einem Buch beschriebenen, Stemmbogen kennt. Als Einsatz für diesen Wettkampf bot Zdarsky 1.000 Mark (heute rund 7.900 €) für jeden, der diese Aufgabe meistert. Alle, die sich dem Wettkampf stellten, traten von diesem zurück, als sie das schwierige Gelände sahen. Zdarsky fuhr zu dieser Zeit besser und sicherer als jeder andere.
Auch 1903 gab es immer noch Gegner, die sein System kritisierten, ohne dieses jemals getestet zu haben, wie die folgende Episode zeigt: Der erfahrene Alpinist Willi Rickmer Rickmers weilte einige Wochen in St. Moritz zum Skilaufen und begegnete einem selbsternannten „Experten“, der sich über ihn und die Lilienfelder-Bindung lustig machte. Zur Antwort fuhr er vor aller Augen eine 45 bis 50 Grad steile, 300 m hohe Halde hinab und bot dem erstaunten Herausforderer zehntausend Franc (rund 23.000 €), wenn er diese auch befahren könne. Dieser nahm aber nicht an.
Ironischerweise wurde am 8. Februar 1892 das erste Mal ein Berg in Österreich mit Skiern (das 1782 m hohe Stuhleck) durch zwei Vertreter der „angeblichen“ norwegischen Technik, Toni Schruf und Max Kleinoscheg, von Mürzzuschlag aus bestiegen. Die Besteigung über ca. 800 Höhenmeter ist bemerkenswert, weil sie mit einer instabilen norwegischen Rohrstabbindung durchgeführt wurde. Die Abfahrt war Mangels brauchbarer alpiner Skitechnik mit vielen Stürzen verbunden. In Norwegen gab es 1892 keine einheitliche Skitechnik, die sich für alpines Skigelände eignet. Dies bestätigt auch die Aussage von Hassa Horn 1905 beim Technikvergleich am Schneeberg. 1896 veröffentlichte der Norweger Fritz Huitfeldt sein erstes, 64-seitiges Skibuch, das nur auf vier Seiten einen Telemarkschwung, aber keinen brauchbaren Abfahrts- bzw. Bremsschwung beschreibt. Auf sechs Seiten wird das Bremsen mit einem gefährlich kurzen Stock, der auf Kopfhöhe endet, beschrieben.
Der 1904/05 gegründete Österreichische Skiverband ignorierte aus Konkurrenzdenken lange Jahre bewusst das Wirken Zdarskys.
Verbreitung fanden Zdarskys Technik und Skier ab 1903 bei den k.u.k. Skidetachment Kaiserjägern und Tiroler Landesschützen mit dem Leiter Georg Bilgeri. Bilgeri hat sich durch Zdarskys Buch mit der Technik vertraut gemacht. Er hat sich nach eingehender Prüfung aller Systeme für Zdarsky entschieden, da es ihm ermöglichte, seine Mannschaft in kurzer Zeit zur vollen Leistungsfähigkeit auszubilden. Ihm fehlten die Mittel, um alle mit Lilienfelder Skier auszurüsten. Ski mit Bindung kosteten damals 25 Kronen (rund 175 €). So kombinierte er eine Lilienfelder- mit Müller- und Ellefsenbindung mit vergleichbaren Qualitäten. Von Kitzbühel aus machte sich Bilgeri mit den vorgenannten Soldaten auf zur fünftägigen und bisher schwierigsten Militärtour im Hochgebirge. Sie überwanden dabei mehrere Jochs und Gipfel über Felbertauern und Matrei nach Lienz mit ca. 10.000 Höhenmetern. Bei den Abfahrten befuhren sie dank Zdarskys Technik und der kompetenten Führung Bilgeris bis zu 50° steile Hänge. Am 13. Februar 1905 bestiegen sie das Kitzbüheler Horn (1996 m) und alle nutzten, wie mehrere Originalbilder belegen, nur einen langen Stock wie Mathias Zdarsky.

### Alpine Technik gegen Norwegische Technik

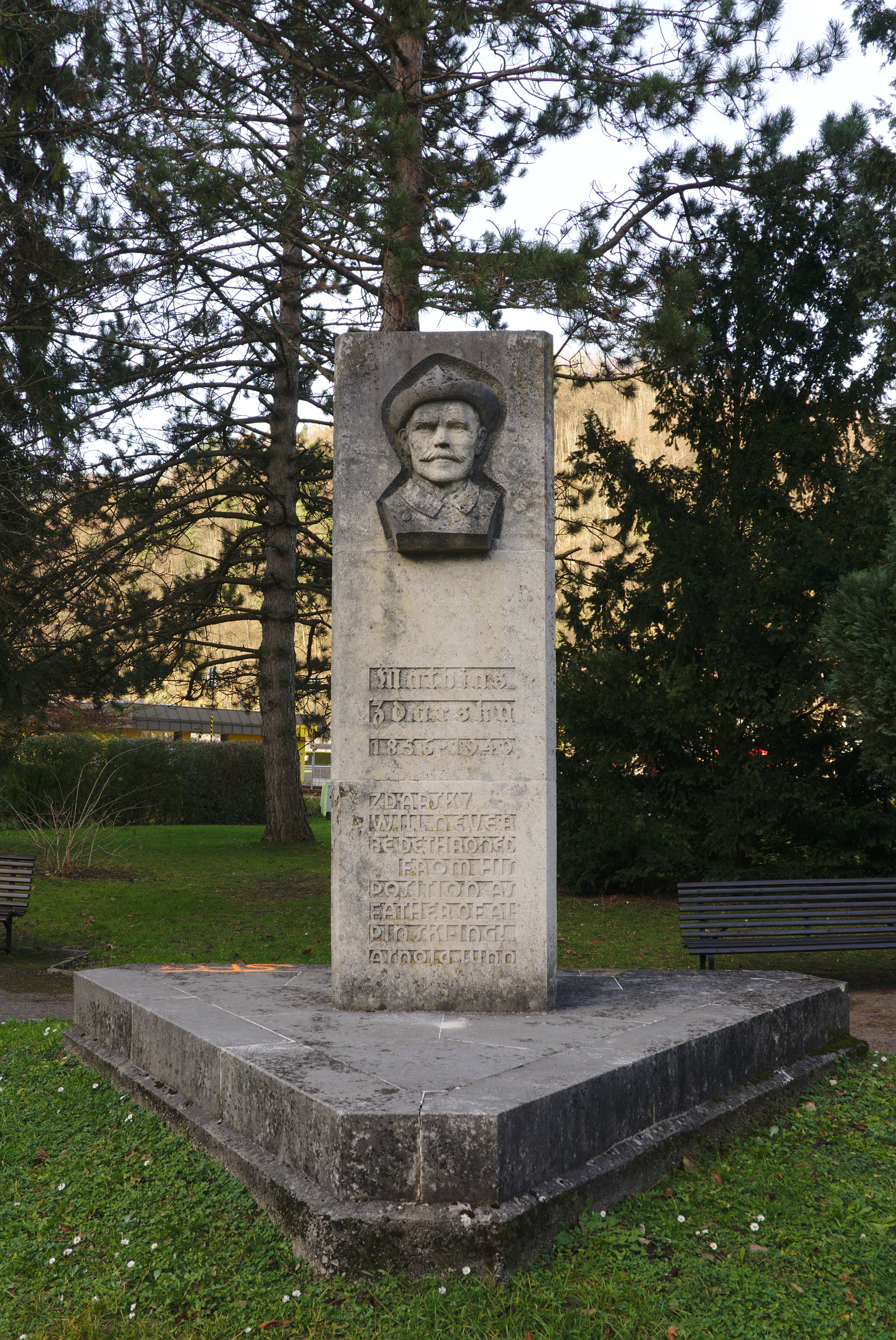
Denkmal in Lilienfeld

Der Norweger Fritz Huitfeldt veröffentlichte 1907 auch auf Deutsch sein zweites, 59 Seiten starkes Lehrbuch, in welchem er auf sieben Seiten seine Huitfeldtbindung ausführlich beschrieb und die Existenz anderer damals existierender brauchbarer Skibindungen verschwieg, obwohl ab 1894 Norweger regelmäßig zu Wintersportfesten nach Wien eingeladen wurden und diese die anderen Bindungen dort kennenlernten. Huitfeldt beschrieb 1907 auf sechs Seiten das Bremsen mit einem kurzen Stock, für das Zdarsky jahrelang angegriffen wurde, obwohl der lange Stock im Gebirge als überwiegend sinnvoll erschien.
1898 gründete Zdarsky den Lilienfelder Skiverein, 1900 den Internationalen Alpen Ski-Verein (später umbenannt in Alpen Ski-Verein), der mit seinen 1.889 Mitgliedern vor dem Ersten Weltkrieg der größte Skiverein Mitteleuropas war. Mitglieder im Verein konnten nur bereits geübte Skiläufer werden, die durch einen der Fahrwarte vorzuschlagen waren. Noch nicht geübte Personen konnten als Teilnehmer beitreten und erhielten durch die Lehrwarte Unterricht. Der Verein veranstaltete Ausflüge in die österreichischen Alpen, ließ Bergführer ausbilden und rüstete sie mit Skiern aus. Ab 1900 gab es die ersten Kurse für den Alpen Ski-Verein an verschiedenen Plätzen. Der Übungsplatz für Wien war auf der Hackenbergwiese in der Nähe des Bahnhofs Hütteldorf-Hacking gelegen. Ferner bot Zdarsky Kurse in Lilienfeld-Habernreith sowie auf dem Semmering beim Hotel Stefanie an.
Am 5. Jänner 1905 trafen sich ca. 60 Skiläufer in Puchberg am Schneeberg zu einem Vergleich der norwegischen und Lilienfelder Skilauftechnik. Hassa Horn, ein sehr guter Skiläufer aus Christiania, war offizieller Delegierter des Foreningen til Skiidraettens Fremme (norwegischer Skiverband). Schneemangel, Regen und Sturm verhinderten ein größeres Unternehmen. Geplant war eine Abfahrt durch die obere, ca. 50° steile und ca. 15 m schmale Rinne der Breiten Rieß, welche aufgrund der äußeren Bedingungen nicht möglich war. So wurde nur ein kleiner Teil der Breiten Rieß mit ca. 30° – 40° von ca. 30 Skifahrern zum Vergleich genutzt. Zdarsky legte eine sturzfreie Spur über 400 Höhenmeter, während ihm andere Skiläufer zusahen. Hassa Horn legte fast den ganzen Teil der Strecke mit Bögen zurück und nutzte dabei die sogenannte Schusterbindung, eine sehr seitenstabile Metallbackenbindung mit verstellbarem Lederriemen, der quer durch den Ski geführt wird und deswegen bei schlechten Schneebedingungen schon in wenigen Tagen unbrauchbar sein kann.
Am 7. Jänner stiegen alle zum eingeschneiten Schneeberghaus auf und fuhren nach einer Pause zum Baumgartnerhaus hinab. Zdarsky und Horn fuhren gemeinsam ab und trotz ihrer unterschiedlichen Technik erreichten beide gleichzeitig das Baumgartnerhaus, von wo es entlang der Strecke der Zahnradbahn hinab nach Puchberg ging. Am Ende dieser improvisierten Skitage waren alle Parteien zufrieden und reichten sich brüderlich die Hände. Horn, der damals als bester Skiläufer Norwegens galt, fasste zusammen: Zdarsky hatte eine einfache, systematische Anleitung geschaffen, mit welcher schnell Fortschritte erzielt werden konnten, während in Norwegen eine solche unbekannt war und beinahe jeder bedeutende Skiläufer seine eigene Technik benutzte.

### Skipionier

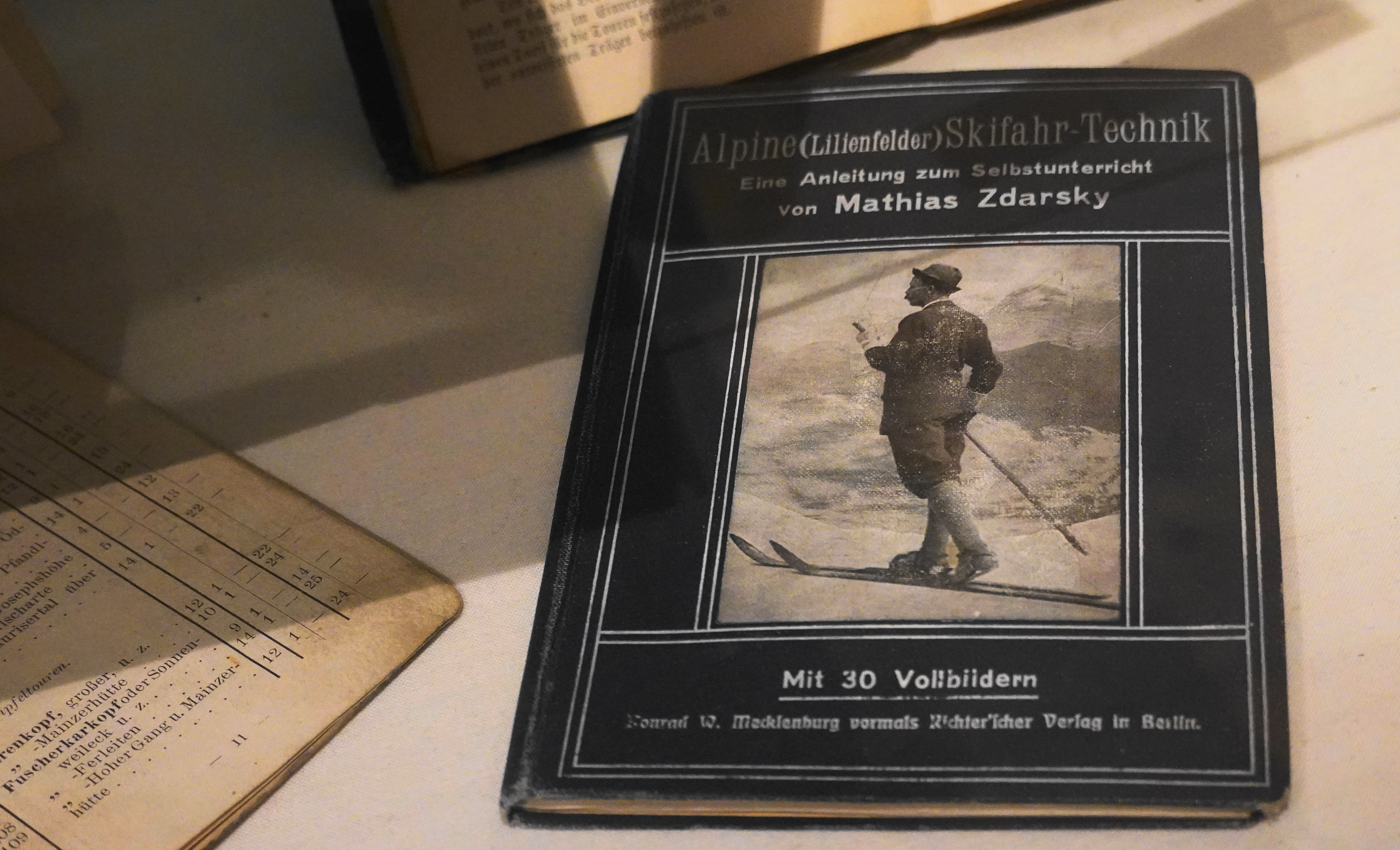
Ausgabe des Werkes Zdarskys

Zdarsky hat ca. 15 Jahre lang seine intellektuelle Seite befriedigt, um dann Habernreuth als Lebensmittelpunkt zu wählen. Sein selbstgewählter, aber vorübergehender Rückzug ist für manchen sicher schwer verständlich. Nach der Entwicklung der Technik und der Skier trat er an die Öffentlichkeit und verbrachte viel Zeit außerhalb von Lilienfeld. Die Türen in seinem Haus standen für Skiläufer immer offen, wovon auch rege Gebrauch gemacht wurde, sogar noch nach der Beendigung seiner Lehrtätigkeit.
Der alpine Skiverein München führte 1911 seinen III. Kurs mit Zdarsky und 150 Teilnehmern durch. Er befragte danach wieder seine Teilnehmer mit sehr positiven Rückmeldungen über Zdarskys Lehrmethode und ihn als Kursleiter. Allerdings wünschten sie sich eine Teilung der Gruppen in Anfänger und Fortgeschrittene. Die Gruppengrößen sind sehr kritisch zu sehen und konnten nur mit viel Disziplin von Seiten der Teilnehmer bewältigt werden.
Zdarsky profitierte von seinem Studium zum Lehrer und war als sehr guter Pädagoge bekannt und seine humorvolle Art war bei den Kursen beliebt.
Am 19. März 1905 organisierte er am Muckenkogel bei Lilienfeld unter der Bezeichnung Wettfahrt den ersten Riesentorlauf der Skigeschichte, an welchem sich 24 Teilnehmer beteiligten. Mehrmals verschoben fand das Skirennen unter schlechten Verhältnissen statt. Der stark ballende Schnee reichte nur bis Kolm auf ca. 700 m. ü. A., wo sich das Ziel befand. Der gemeinsame Aufstieg wurde zur Aufstellung von 85 Fahrmalen benützt, wodurch alle 24 Teilnehmer, darunter als einzige Frau Mizzi Langer-Kauba aus Wien, die Strecke kennenlernten. Sie führte, von unten gesehen, südlich durch einen Talkessel, über einen ca. 30° steilen Holzschlag nach rechts und in einem großen Bogen nach links durch den Kolmwald zum Plateaurand der Klosteralpe. Auf dem Plateau nach Osten und etwas abwärts zur 50° steilen Pichleralpe und über diese südlich bergauf zum Startplatz, dem Gipfel des Muckenkogels (ca. 1240 m). Der gesamte Höhenunterschied lag bei ca. 540 Meter; 20 Wegrichter überwachten sie Strecke. Die Läufer starteten im Abstand von 1 Minute, wobei 19 Fahrer das Ziel passierten, zwei gaben auf und drei schieden wegen Nichteinhaltung der Bahn aus. Eine Wertung dieses Rennens ist insofern schwierig, da Zdarsky Sturzfreiheit und sicheres Fahren wichtiger waren als die schnellste Zeit mit vielen Stürzen, die manchmal bewusst in Kauf genommen wurden. Mizzi Langer-Kauba stürzte nur einmal und wäre bei einer reinen Sturzwertung Dritte geworden. Der Zeitschnellste mit sechs Stürzen allerdings nur Zwölfter.
Anfang Jänner 1906 erwirkte er bei den k.k. Staatsbahnen die Führung eines direkten Sportzuges von Wien nach Lilienfeld und die kostenfreie Mitnahme von Skiern schon in der Wiener Straßenbahn. Aufgrund des großen Erfolges führten die Staatsbahnen in den folgenden Jahren regelmäßig verkehrende Sportzüge in Wintersportorte. 1909 bedrängte Zdarsky das k.k. Unterrichtsministerium in Wien, um fortan den Skilauf in den Schulunterricht zu integrieren. 1908 verpflichtet das k.u.k. Kriegsministerium Zdarsky und den II. Fahrwart des Vereines, ein Dr. N. Schwarz, für den ersten großen Militärskikurs in Bad Gastein mit ca. 200 Teilnehmern.
Es folgten bald weitere Kurse unter der Leitung Mathias Zdarskys:
- Vom 6.–11. Jänner 1909 wurde der erste von drei (1910 + 1911) großen Kursen in Garmisch-Partenkirchen mit 174 Teilnehmern, darunter 18 Frauen, durch den Alpinen Skiklub München veranstaltet. Die Teilnehmer durften jede aktuelle Bindung verwenden. Es nahmen (1910 - 178) und (1911 - 150) Teilnehmer teil.[23]
- 1909 fand der erste von drei (1910 + 1911) großen Internationalen Kursen auf der Bürgeralpe in Mariazell statt. Angesichts der Wichtigkeit für den niederösterreichischen Fremdenverkehr (Mariazellerbahn) wurde der erste Kurs mit 1000 Kronen (7170 Euro) subventioniert.[24]
- 1909 gab es einen Militärkurs in Bad Mitterndorf mit ca. 140 Teilnehmern.[25]
- 1910 kursierten für den zweiten Kurs in Mariazell drei verschiedene Teilnehmerzahlen, von 178[26] über 200[27] bis 223.[28] Mit den 223 Teilnehmern wäre es der damals größte Kurs in Österreich gewesen.
- 1910 gab es zudem einen ersten Kurs im Allgäu südlich von Hindelang bei Liebenstein mit ca. 40 Teilnehmern.[29]
- 1911 folgte ein dritter Kurs mit Zdarsky durch den Alpiner Skiklub München mit 150 Teilnehmern aus Deutschland, dem benachbarten Ausland und sogar aus England. Zdarsky unterrichtete sowohl Anfänger als auch Fortgeschrittene, es war ein Kursbeitrag von 10 Kronen zu entrichten (2023 rund 70 Euro).[30]
- 1911 veranstaltete im Wölfelsgrund (poln. Międzygórze) in der Grafschaft Glatz in Niederschlesien die dortige Ortsgruppe einen Kurs unter Leitung von Zdarsky.[31]
- 1911 fand der dritte internationale Kurs in Mariazell statt, 164 Teilnehmer versuchten sich an Stemmbogen und Übungsläufen.[32][33]
- 1912 hielt Zdarsky erstmals einen Kurs in Engelberg in der Schweiz ab.[34]
- 1912 fand abermals ein internationaler Skikurs in Mariazell mit Zdarsky statt.[35]

Anfang 1912 zog sich Zdarsky aus dem Alpen-Skiverein zurück und wollte aufgrund Desinteresses und Undankbarkeit von der österreichischen Öffentlichkeit nur noch in Deutschland tätig sein.
- 1913 wurde nochmals ein Kurs in Bayern abgehalten. Der Alpine Skiklub München verbreitete Zdarskys Lehrmethode und ernannte ihn im November 1913 als erstes Mitglied zum Ehrenmitglied. Münchner Sportartikelfirmen und -geschäfte boten verstärkt die Lilienfelderbindung und Skier an.[37]

### Erster Weltkrieg und spätes Leben

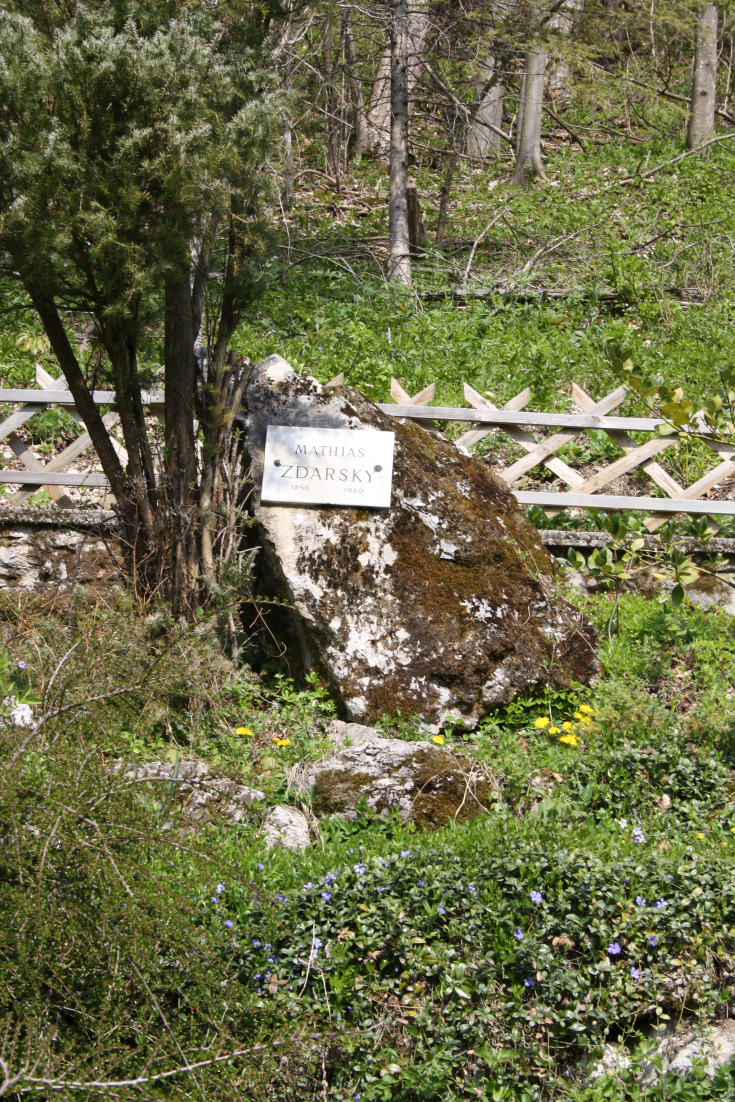
Grabstätte von Mathias Zdarsky in Habernreith (Gemeinde Lilienfeld)

Im Ersten Weltkrieg bildete Zdarsky Gebirgstruppen im Skilauf aus und war als Lawinenexperte tätig. Bei einer Bergung nach einem Lawinenabgang im Lesachtal erfasste ihn am 28. Februar 1916 eine Nachlawine und er erlitt zahlreiche Knochenbrüche. Zdarsky, seitdem Invalide, konnte seine Beweglichkeit jedoch durch eisernen Willen wiederherstellen und noch im Alter von achtzig Jahren schifahren. Er verlegte sich im Alter zunehmend auf fachschriftstellerische und erfinderische Tätigkeiten und gilt außerdem als Erfinder des Biwaksacks. Sein ERZ-Koffer für Eisenbahnen (benannt nach Anton von Eiselsberg, Josef von Rosmanith und Zdarsky selbst) gilt als ein erster Erste-Hilfe-Koffer.
1931 wurde ihm das Goldene Ehrenzeichen für Verdienste um die Republik Österreich verliehen, 1936 aus Anlass seines 80. Geburtstages das Offizierskreuz des österreichischen Verdienstordens. Aus Anlass dieses runden Geburtstages erschien auch eine von seinem Verehrer Sigmund Strauß und Valentine von Springer, einer Tochter von Albert Rothschild, finanzierte Festschrift.
Nach 1938 wurde seine in Inflationszeiten stark geschrumpfte Invalidenpension durch das NS-Regime aufgebessert, zudem erhielt er durch den Reichssportführer den Großen Ehrenbrief des NS-Reichsbundes für Leibesübungen. Sein letztes Lebensjahr verbrachte der gesundheitlich bereits stark eingeschränkte Zdarsky im Gasthof von Karoline Pittner, welche er als junges Mädchen nach einer schweren Tuberkulose gesund gepflegt hatte, in St. Pölten.
Er wurde am 24. Juni 1940, um 6:00 Uhr früh, auf seinem Gut in Habernreith bei Lilienfeld bestattet. Die Trauergäste erschienen gemäß seinem letzten Wunsch in ländlicher Tracht.

### Gedenken
In Lilienfeld erinnert ein Denkmal an den Skipionier. 1951 wurde der Zdarskyweg in Wien-Hietzing und 1977 die Zdarskystraße in St. Pölten-Spratzern nach ihm benannt. In der Antarktis trägt der Mount Zdarsky seinen Namen.
1981 wurden im Bezirksheimatmuseum die Zdarsky-Schauräume eingerichtet, 1996 wurden sie zum „Zdarsky-Skimuseum“ vereinigt. Ebenfalls 1981 wurde zwischen Lilienfeld und der japanischen Stadt Jōetsu eine Städtepartnerschaft begründet, die auf Zdarskys Wirken zurückgeht: Theodor Edler von Lerch, ein Schüler Zdarskys, brachte das Skifahren als Austauschoffizier nach Jōetsu, von wo aus es sich auch in Japan verbreitete. Am 26. Oktober 1991 wurde auch mit Třebíč, zu der der Geburtsort damals gehörte, eine Städtepartnerschaft abgeschlossen.
Am Muckenkogel findet jedes Jahr bei der Traisner Hütte an einem Sonntag um den 19. März im Gedenken an Mathias Zdarsky ein Nostalgieskirennen statt, das weltweit das Einzige unter streng historischen Bedingungen wie zu Zdarskys Zeiten ist. Historische Ausrüstung vom Kopf bis zum Ski und Einstocktechnik sind Bedingung für die Teilnehmer, der Kurs wird mit originalgetreuen Fahnen gesteckt und die Zeitnehmung erfolgt händisch. Weiters befinden sich am Muckenkogel der Zdarsky-Erfinderweg, der in einem Rundkurs von der Bergstation des Sessellifts zur Kosteralm und wieder retour führt und auf Schautafeln Wissenswertes über Zdarsky und seine Erfindungen vermittelt, sowie der Zdarsky-Panoramaweg, der von der Bergstation zur Traisner Hütte auf der Hinteralpe und wieder zurück verläuft und einen Eindruck von Zdarskys Skiwelt bringt.

## Werke
- Mathias Zdarsky: Lilienfelder Skilauf-Technik. Hamburg 1897.
- Mathias Zdarsky: Methodische Skilaufübungen. In: Alpen-Skiverein (Hrsg.): Skisport – Gesammelte Aufsätze von Mathias Zdarsky. Wien 1915, und in: Der Schnee. Wien 1907.